# Nordmøre

Møre og Romsdal. Nordmøre ist rot markiert.

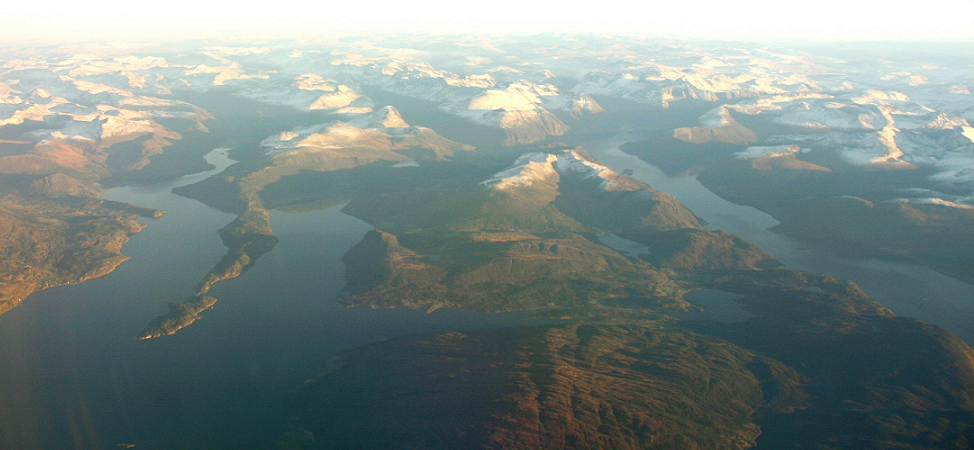
Nordmøre: Aussicht über Stangvikfjorden, Ålvundfjorden und Sunndalsfjorden.

Nordmøre ist der nördlichste Teil der norwegischen Provinz (Fylke) Møre og Romsdal. Die Küstenregion besteht aus den 10 Kommunen Aure, Averøy, Eide, Gjemnes, Halsa, Kristiansund, Smøla, Sunndal, Surnadal und Tingvoll. Inoffizielle Hauptstadt ist Kristiansund.
Nordmøre hat eine Fläche von 6 072 Quadratkilometern und 60 257 Einwohner.  Nordmøre ist einer der 15  so genannten Distrikte, die zusammen den Landesteil Vestlandet ausmachen.
Nordmøre wie auch Romsdal und Sunnmøre war eine frühere Vogtei (fogderi), zusammen bilden sie das heutige Møre og Romsdal. Zu Nordmøre gehörten ursprünglich auch Rindal und Fosen im heutigen Trøndelag.
In der Landessprache wird die Bevölkerung nordmøringer genannt. Der Nordmørsdialekt gehört zur trönderschen Dialektgruppe der ostnorwegischen Dialekte.